# Subaru Tribeca
Der Subaru Tribeca ist ein Sport Utility Vehicle des japanischen Allrad-Pkw-Autoherstellers Subaru, das ab Anfang 2005 hergestellt wurde.
Bis zur im Herbst 2007 durchgeführten Überarbeitung hieß das Fahrzeug B9 Tribeca.

## Entwicklung

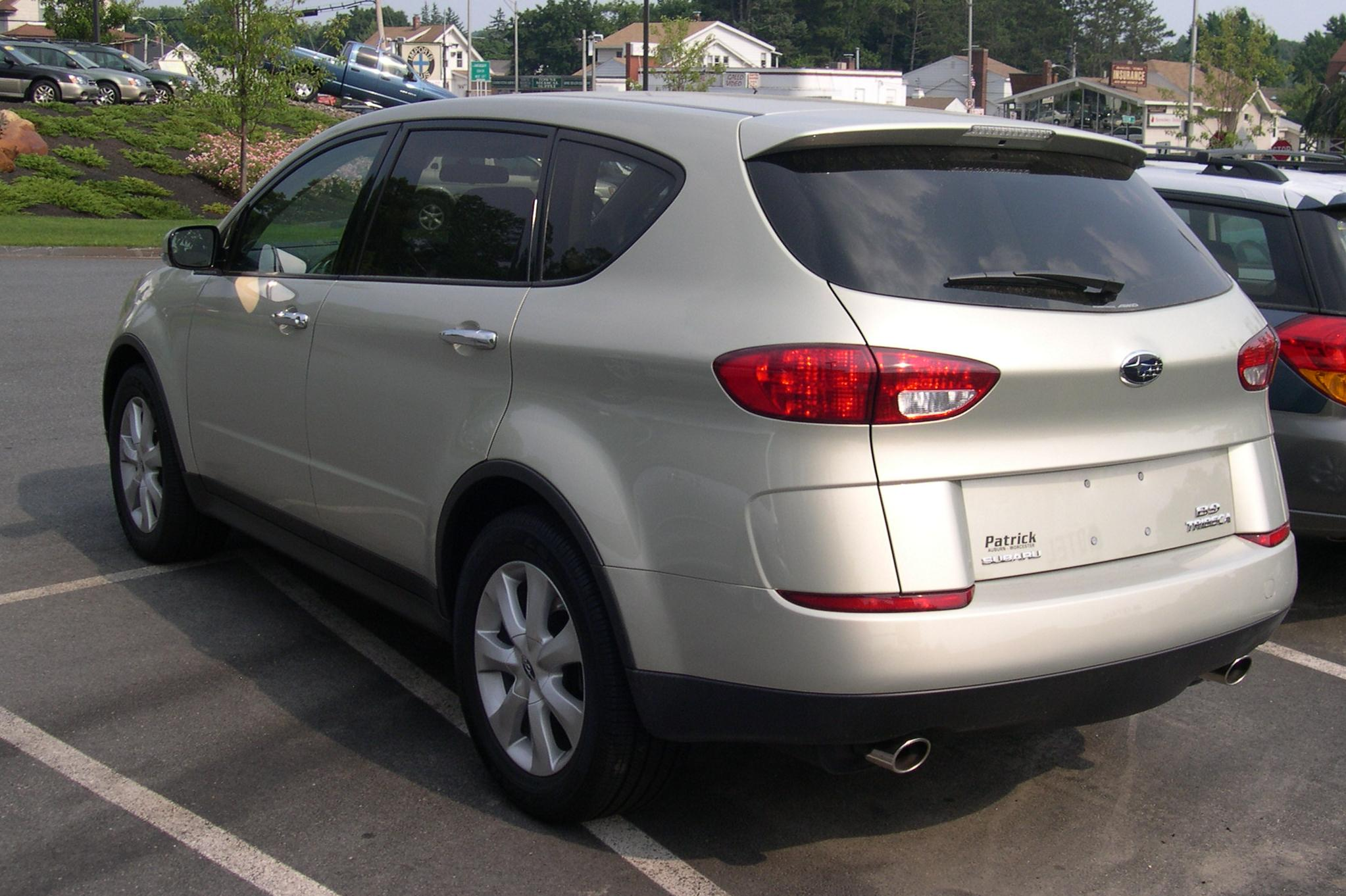
Heck mit Doppelendrohr

Ursprünglich wurde das Modell B9 Tribeca benannt, was sich aus dem Kürzel B9 (Subaru-interne Bezeichnung des Marktsegments) und dem Stadtteilnamen von Manhattan Tribeca zusammensetzte. 
Der Tribeca wurde zu einem Zeitpunkt entwickelt, als General Motors noch Aktienanteile an Subaru besaß. Daher sollte der Tribeca innerhalb des bei GM üblichen Badge-Engineering-Verfahrens auch als Modell der GM-Tochter Saab vertrieben werden. Ende 2005 verkaufte GM jedoch seine Anteile an Subaru, und die Pläne für einen Saab 9-6X wurden zugunsten des auf einer GM-Plattform basierenden Saab 9-7X aufgegeben. Ein Konzept des Saab steht in Trollhättan im Saab-Museum, dieses trägt den Namen 9-6.
Erstmals in der Geschichte von Subaru wird mit dem Tribeca ein Modell ausschließlich in einem amerikanischen Werk gefertigt, da er in Japan weder produziert noch offiziell angeboten wird. Die Fertigung und Montage wird im Werk Lafayette im Bundesstaat Indiana durch Subaru of Indiana Automotive durchgeführt. 
Der Tribeca wurde Anfang 2005 auf dem nordamerikanischen Markt eingeführt, in Deutschland war er erst ab Herbst 2006 erhältlich.

### Modellpflege
Nach nur knapp drei Produktionsjahren wurde im Herbst 2007 ein modifizierter Tribeca auf der North American International Auto Show (NAIAS) vorgestellt. Subaru nahm die Hauptkritikpunkte hinsichtlich des Designs und der Fahrleistungen auf. Mit der Überarbeitung wurde das Kürzel B9 aus dem Namen gestrichen, sodass das Auto seitdem nur noch Tribeca heißt.
Der Tribeca bekam eine konventioneller gestaltete Frontpartie, einen leistungsstärkeren Motor, eine verbesserte Getriebeabstimmung und veränderte Seitenscheiben. Der Hubraum des Boxermotors wurde auf 3,6 Liter vergrößert.
Auf Grund mangelnden Käuferinteresses wurde der Vertrieb nach Europa im Herbst 2010 eingestellt. In den USA blieb der Tribeca jedoch weiterhin im Programm.
Ende 2014 wurde auch auf den restlichen Kontinenten der Verkauf des Tribeca eingestellt. Ein Nachfolgemodell wurde 2017 mit dem Subaru Ascent vorgestellt.

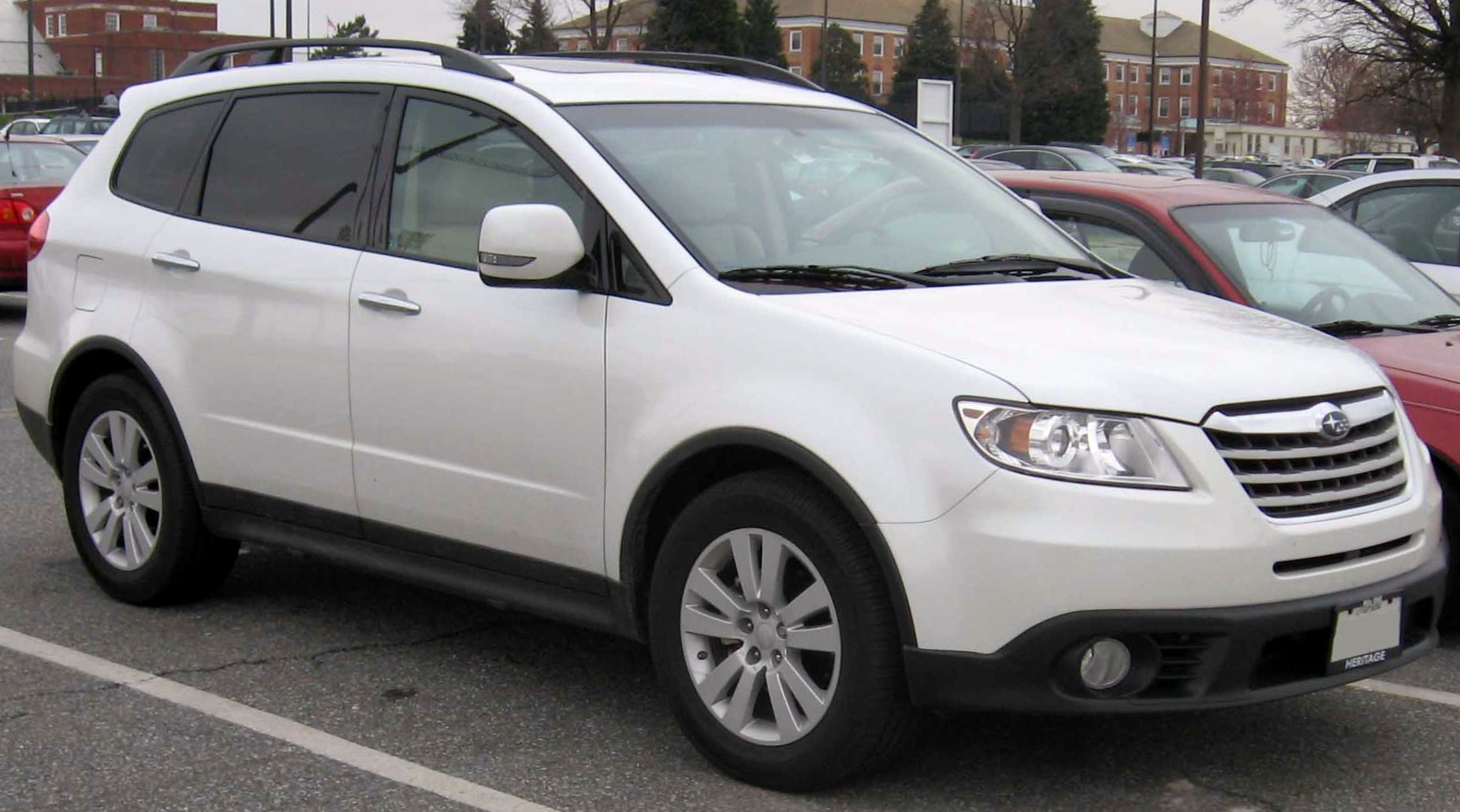
Subaru Tribeca (2007–2014)
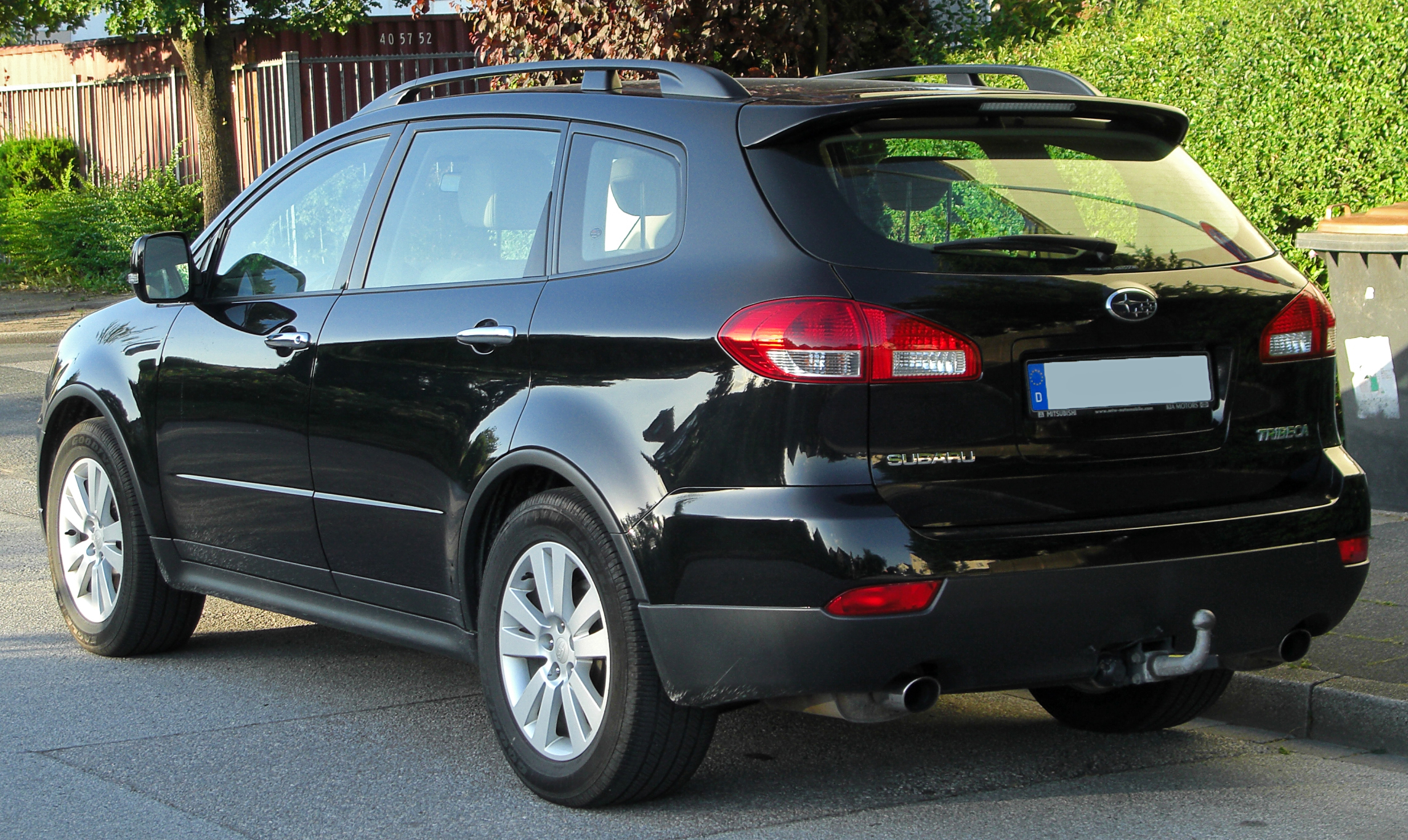
Heckansicht

## Technik
Der Tribeca ist wie bei Subaru üblich mit einem Boxermotor und Allradantrieb ausgestattet. Er ist als Fünf- oder Siebensitzer erhältlich. 
Zunächst wurde für den Tribeca als einzige Motorvariante ein 3,0 Liter Sechszylinder-Boxermotor mit 180 kW (245 PS) und einem 5-Gang Automatikgetriebe angeboten, der zum Modelljahr 2008 durch einen 3,6-Liter-Motor mit 190 kW/258 PS ersetzt wurde. Im Unterschied zu früheren Subaru-Modellen besitzt der Tribeca keine rahmenlosen Scheiben.
|                                                                  | 3.0R                          | 3.6R                          |
| ---------------------------------------------------------------- | ----------------------------- | ----------------------------- |
| Bauzeitraum                                                      | 2005–2007                     | 2007–2014                     |
| Motorbauart und Zylinderanzahl                                   | Sechszylinder-Otto-Boxermotor | Sechszylinder-Otto-Boxermotor |
| Hubraum                                                          | 3000 cm³                      | 3630 cm³                      |
| max. Leistung bei 1/min                                          | 180 kW (245 PS) bei 6600/min  | 190 kW (258 PS) bei 6000/min  |
| max. Drehmoment bei 1/min                                        | 297 Nm bei 4200/min           | 350 Nm bei 4000/min           |
| Getriebe, serienmäßig                                            | 5-Stufen-Automatikgetriebe    | 5-Stufen-Automatikgetriebe    |
| Beschleunigung, 0–100 km/h                                       | 9,7 s                         | 8,9 s                         |
| Höchstgeschwindigkeit                                            | 195 km/h                      | 207 km/h                      |
| Kraftstoffverbrauch (nach EWG-Richtlinie, kombiniert auf 100 km) | 12,3 l Super                  | 11,6 l Super                  |
| CO2-Emission, kombiniert                                         | 291 g/km                      | 275 g/km                      |
| Abgasnorm nach EU-Klassifikation                                 | Euro 4                        | Euro 4                        |

## Zulassungszahlen
Zwischen 2006 und 2009 sind in der Bundesrepublik Deutschland insgesamt 756 Subaru Tribeca neu zugelassen worden. Mit 286 Einheiten war 2007 das erfolgreichste Jahr.
|  |

|  |

|  |

|  |

|  |

|  |

|  |

|  |

|  |

|  |

|  |

|  |

|  |

|  |

|  |

|  |

|  |

|  |

|  |

|  |

|  |

|  |

|  |

|  |

|  |

|  |

|  |

|  |

|  |

|  |

|  |

|  |

|  |

|  |

|  |

|  |

|  |

|  |

|  |

|  |

|  |

|  |

|  |

|  |

|  |

|  |

|  |

|  |

|  |

|  |

|  |

|  |

|  |

|  |

|  |

|  |

|  |

|  |

|  |

|  |

|  |

|  |

|  |

|  |

|  | Benziner (756) |

|  | Benziner (756) |

## Auszeichnungen
- 2009: Top Safety Pick 2010[2]